# Лозно
Ло́зно (болг. Лозно) — село в Кюстендильській області Болгарії. Входить до складу общини Кюстендил.

## Населення
За даними перепису населення 2011 року у селі проживали 824 особи, з них 801 особа (99,3%) — болгари.
Розподіл населення за віком у 2011 році:
Динаміка населення: